# فرانك موريسي
فرانك موريسي (بالإنجليزية: Frank Morrissey)‏ هو لاعب كرة قدم أمريكية أمريكي، ولد في 11 مارس 1899 في بوسطن في الولايات المتحدة، وتوفي في 1 نوفمبر 1968.

## وصلات خارجية
- فرانك موريسي على موقع مرجع كرة القدم المحترفة.كوم (الإنجليزية)